# Reprezentacja Czech w futsalu mężczyzn
Reprezentacja Republiki Czeskiej w futsalu – zespół futsalowy, biorący udział w imieniu Czech w meczach i sportowych imprezach międzynarodowych, powoływany przez selekcjonera, w którym mogą występować wyłącznie zawodnicy posiadający obywatelstwo czeskie. Za jego funkcjonowanie odpowiedzialny jest Fotbalová asociace České republiky.

## Udział w mistrzostwach świata
- 1989 – Nie zakwalifikowała się
- 1992 – Nie zakwalifikowała się
- 1996 – Nie zakwalifikowała się
- 2000 – Nie zakwalifikowała się
- 2004 – 2. runda
- 2008 – 1. runda
- 2012 – 1/16 finału
- 2016 – Nie zakwalifikowała się
- 2021 – 1/8 finału
- 2024 – Nie zakwalifikowała się

## Udział w mistrzostwach Europy
- 1996 – Nie zakwalifikowała się
- 1999 – Nie zakwalifikowała się
- 2001 – 1. runda
- 2003 – 3. miejsce
- 2005 – 1. runda
- 2007 – 1. runda
- 2010 – 3. miejsce
- 2012 – 1. runda
- 2014 – 1. runda
- 2016 – 1. runda
- 2018 – Nie zakwalifikowała się
- 2022 – Nie zakwalifikowała się